# George Amick
George Amick, född den 24 oktober 1924 i Vernonia, Oregon, USA, död den 4 april 1959 i Daytona Beach, Florida, USA, var en amerikansk racerförare.

## Racingkarriär
Amick startade sin nationella karriär 1955, när han deltog i AAA:s tävling på Milwaukee Mile. Hans genombrott kom säsongen 1956, då han tog två delsegrar och blev fyra sammanlagt. Säsongen 1957 förbättrade sig Amick ytterligare, och slutade på tredjeplats sammanlagt efter ytterligare en delseger. Hans allra bästa mästerskapsplacering kom genom en andraplats säsongen 1958, vilket också gav en andraplats i det årets Indianapolis 500. Det var enda gången Amick kvalificerade sig för tävlingen, och eftersom tävlingen ingick i förar-VM, så fick han sex poäng och en andraplats inräknad i formel 1:s statistik. Det gjorde att han även 50 år senare formellt var den förare med högst genomsnittligt poängantal per start.
Amick kom aldrig mer att vinna någon tävling i det nationella mästerskapet, och fick aldrig mer chansen att vinna Indianapolis 500. Istället tog hans liv slut i en olycka på Daytona International Speedway i säsongspremiären 1959. Olyckan gjorde att Daytona slutade arrangera tävlingar för formelbilar helt och hållet.

## USAC National Championship

### Segrar
| Nr | Bana      | År   |
| -- | --------- | ---- |
| 1  | Langhorne | 1956 |
| 2  | Arizona   | 1956 |
| 3  | Lakewood  | 1957 |